# Kaempféritrine
La kaempféritrine, plus rarement appelé lespénéfril, est un composé organique de la famille des flavonols, un sous-groupe de flavonoïdes. C'est plus précisément un hétéroside de flavonol, le 3,7-dirhamnoside du kaempférol. Elle est notamment présente dans les feuilles d'Oldenlandia verticillata et dans Dendrobium moniliforme.